# Johann Brandner
Johann Brandner (* 27. August 1902 in Auerbach; † 21. Juni 1991 in Waldkirchen) war ein deutscher Politiker (CSU).

## Werdegang
Nach dem Besuch von Volksschule und Fortbildungsschule war Brandner von 1921 bis 1935 als Aquisiteur der Niederrheinischen Arbeiter-Zeitung in Duisburg beschäftigt. Ab 1922 war er gewerkschaftlich organisiert, wurde KPD-Mitglied und war vier Jahre Mitglied der Stadtverordnetenversammlung in Duisburg. Vom 1. April 1933 bis zum 19. Mai 1934 wurde er von den Nationalsozialisten im KZ Börgermoor in Schutzhaft genommen. Anschließend war Brandner bei verschiedenen Firmen als Straßenbauarbeiter und bei der U-Bahn in München tätig. Am 25. Januar 1942 wurde Brandner zur Organisation Todt eingezogen, einer nach militärischem Vorbild organisierten Bautruppe, und eingesetzt im Nordabschnitt (Sowjetunion).
1945 wurde Brandner zum Bürgermeister der Gemeinden Schiefweg und Waldkirchen ernannt und im Januar 1946 zum Bürgermeister von Waldkirchen gewählt. Ab 1. Juni 1946 war er zwei Jahre Landrat in Wolfstein und anschließend als selbstständiger Holzkaufmann in Waldkirchen tätig. Am 1. Dezember 1946 zog Brandner als Abgeordneter in den Bayerischen Landtag ein und war bis zum 26. November 1950 dort tätig.